# المسلة الناقصة

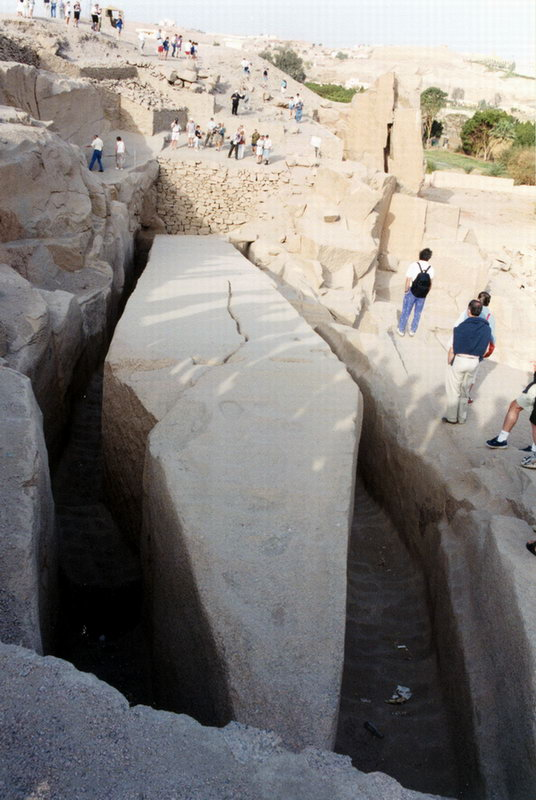
قمة المسلة الناقصة.

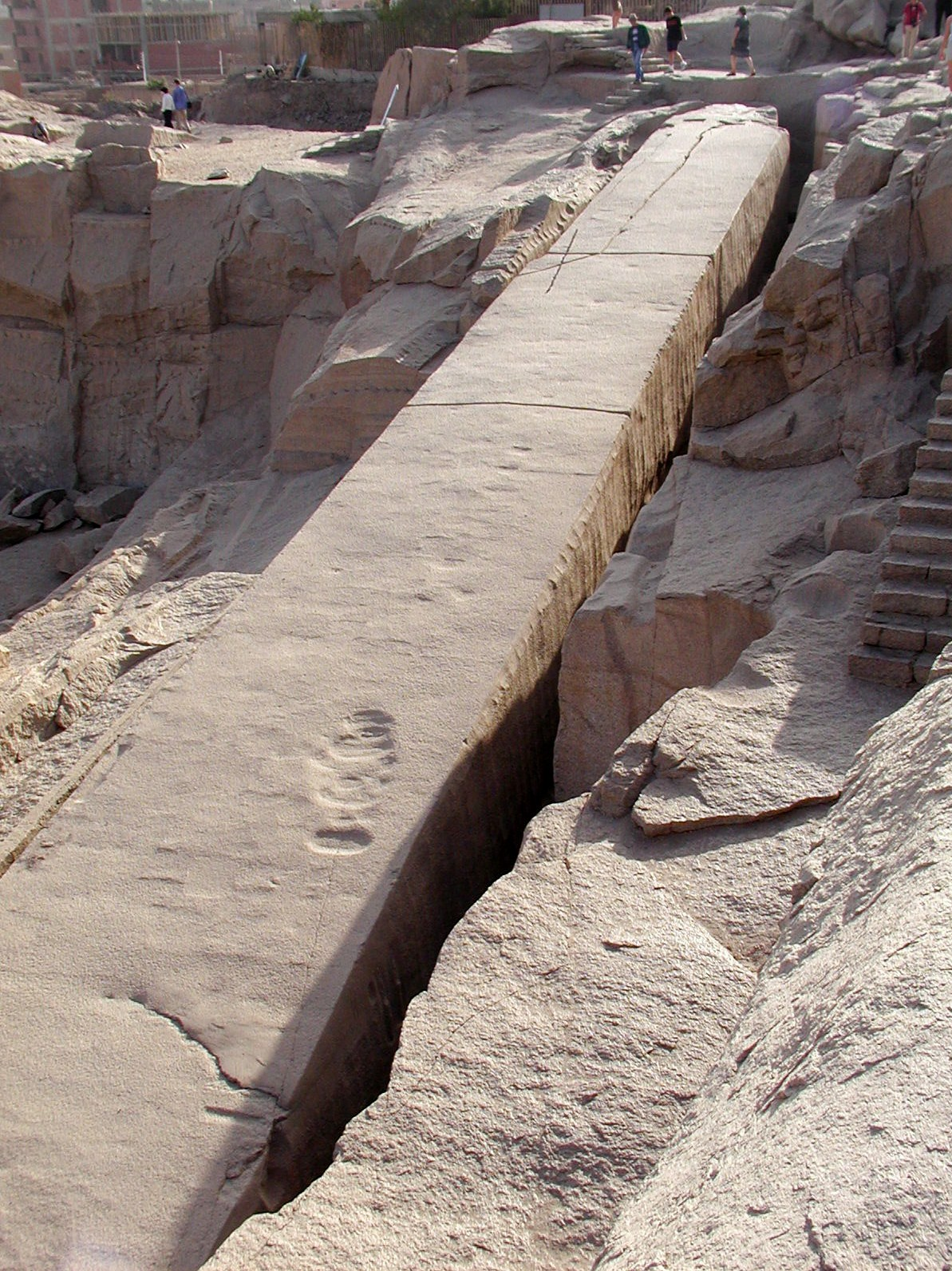
المسلة الناقصة.

المسلة الناقصة (بالإنجليزية: unfinished Obelisk)‏ هي مسلة من الجرانيت الوردي في أسوان بمصر. وهي توجد في الجزء الشمالي لمحجر هناك، يقع بالقرب من أسوان على الشاطيء الشرقي للنيل ويبعد نحو 1 كيلومتر شرق نهر النيل. كانت ارتفاع المسلة سيصل إلى نحو 7و41 متر، ويبلغ ضلع مقطعها عند قاعدتها 2و4 متر في 2و4 متر، ويصل وزنها عند اكتمالها نحو 1168 طن.
.

## وقت حفرها
وقت حفر هذه المسلة ليس معروفا بدقة. ويعتقد أن بدء العمل فيها كان في عهد الملكة حتشبسوت بغرض وضعها «نقلها» ونصبها في معبد الكرنك بالأقصر. وبعد أن حفر العمال المصريون القدماء المسلة من ثلاثة جهات، تمهيدا لخلعها من الأرصية وإكمال تجهيزها اكتشفوا شرخا فيها يجعلها لا تصلح . فتوقف العمال عن تكملتها .
لا يزال السطح السفلي للمسلة بطول 42 متر متصلا بالصخرة الأرضية التي تقطع منها . ويبدو على المسلة بعض آثار تدل على محاولات لإنقاذ جزء منها، وربما كانت تلك المحاولات في عهد تحتمس الثالث.

يمكن للزوار زيارة المسلة ومشاهدتها . وهي تعطي صورة عن كيفية عمل المصريين القدماء في قطع الأحجار . وتمتد منطقة محاجر أسوان القديمة إلى نحو 6 كيلومتر موازية لنهر النيل. وكان الجرانيت الوردي من هذه المنطقة من الأحجار الهامة في بناء الأهرامات في مصر القديمة . فمن هذه المحاجر قطعت أحجار لصناعة التوابيت الصلبة والأبواب الزائفة وتغطيات داخلية للحجرات، وأعمدة المعابد. وقد صنعت حجرة الدفن للفرعون خوفو في الهرم الأكبر من هذا الجرانيت، فالجرانيت لا يوجد في شمال مصر. وكان على العمال نقل احجار الجرانيت وكان بعضها يزن 12 طن كان عليهم نفلها إلى الجيزة في الشمال بطريق النيل .
لقيت التغطية بالجرانيت الوردي اهتماما كبيرا في عهدي الفرعونين خفرع ومننقرع من الاسرة الرابعة . وتبلغ كمية الجرانيت التي استخدمه خفرع في بناء معبدى المعبد الجنائزي ومعبد الوادي ومعبد أبي الهول نحو 17.000 متر مكعب . كما قام منقرع بتغطية الجزء السفلي لهرمه بالجيزة بأحجار الجرانيت الوردي القادمة من أسوان وأحتاج ذلك إلى نحو 15.000 متر مكعب من الجرانيت .
وتبلغ كمية الأحجار الجرانيت الوردي الي حفرت في أسوان نحو 100.000 متر مكعب . من بينها نحو45.000 متر مكعب استخدمت في أعمال البناء .
من الأشباء المحيرة للعلماء حتى الآن هو كيف كان المصري القديم ينقل تلك الأحجار الثقيلة على النيل - فبعضها كان يزن 12 طنا أو أكثر. وتشتد دهشتهم عن كيفية نقل مسلة يبلغ وزنها 280 طن على النيل ونقلها من أسوان إلى معبد الأقصر . أو كيف كان المصري القديم يريد نقل المسلة الغير كاملة من أسوان إلى الأقصر عن طريق النيل لتشييدها في معبد الكرنك - فكان وزنها 1168 طن؟

## موقع تراث عالمي
محجر اسوان من عهد الفراعنة أصبح اليوم متحفا مكشوفا يمكن للزوار مشاهدته وهو في نفس الوقت مكان تجرى به البحوث العلمية وتحافظ عليه الحكومة المصرية . وفي عام 1979 أعلنت اليونسكو المحجر موقع تراث عالمي وضم على القائمة الإفريقية للتراث العالمي.

## صور للمسلة الناقصة

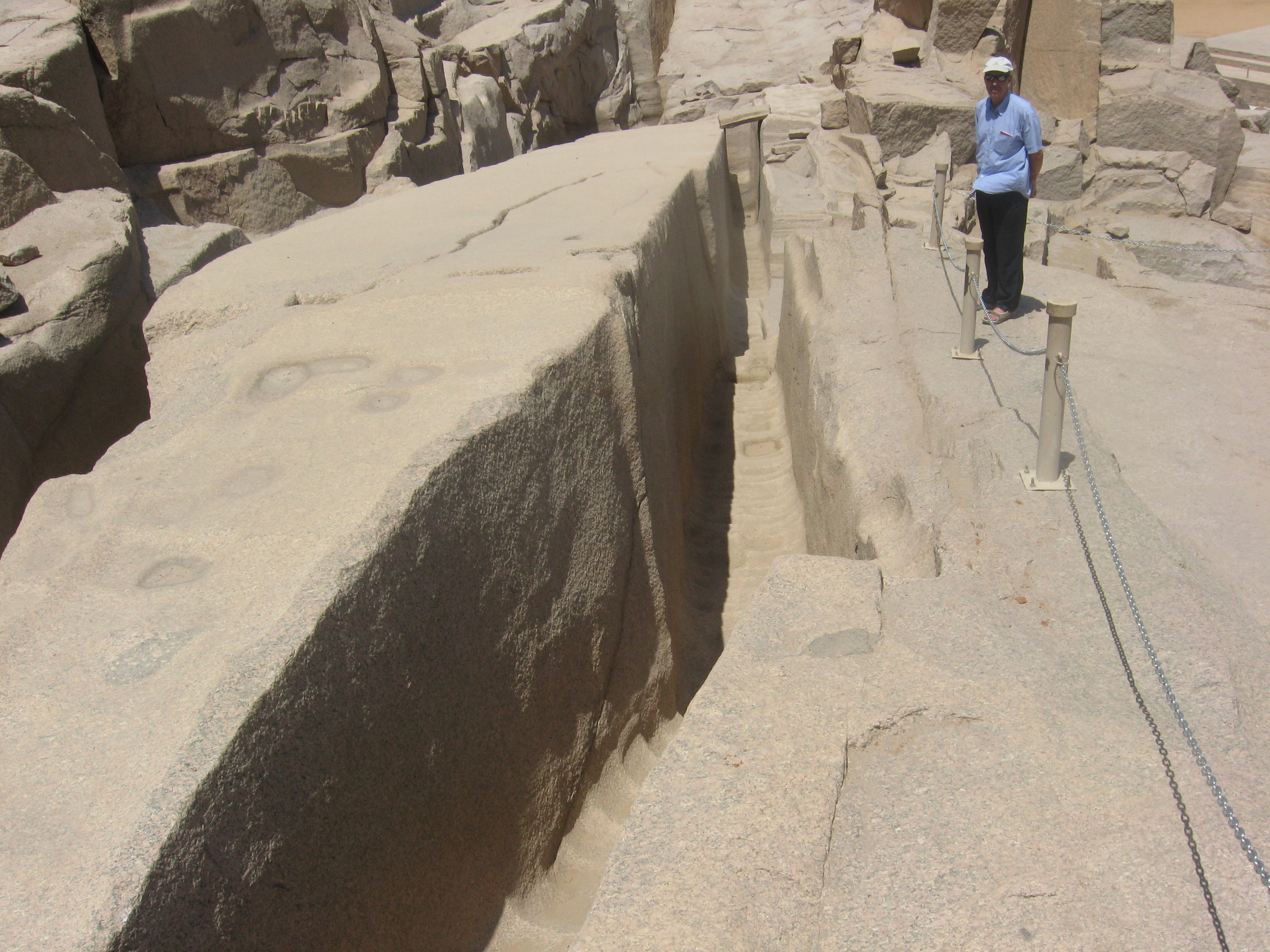
الحفرات حول المسلة الغير كاملة
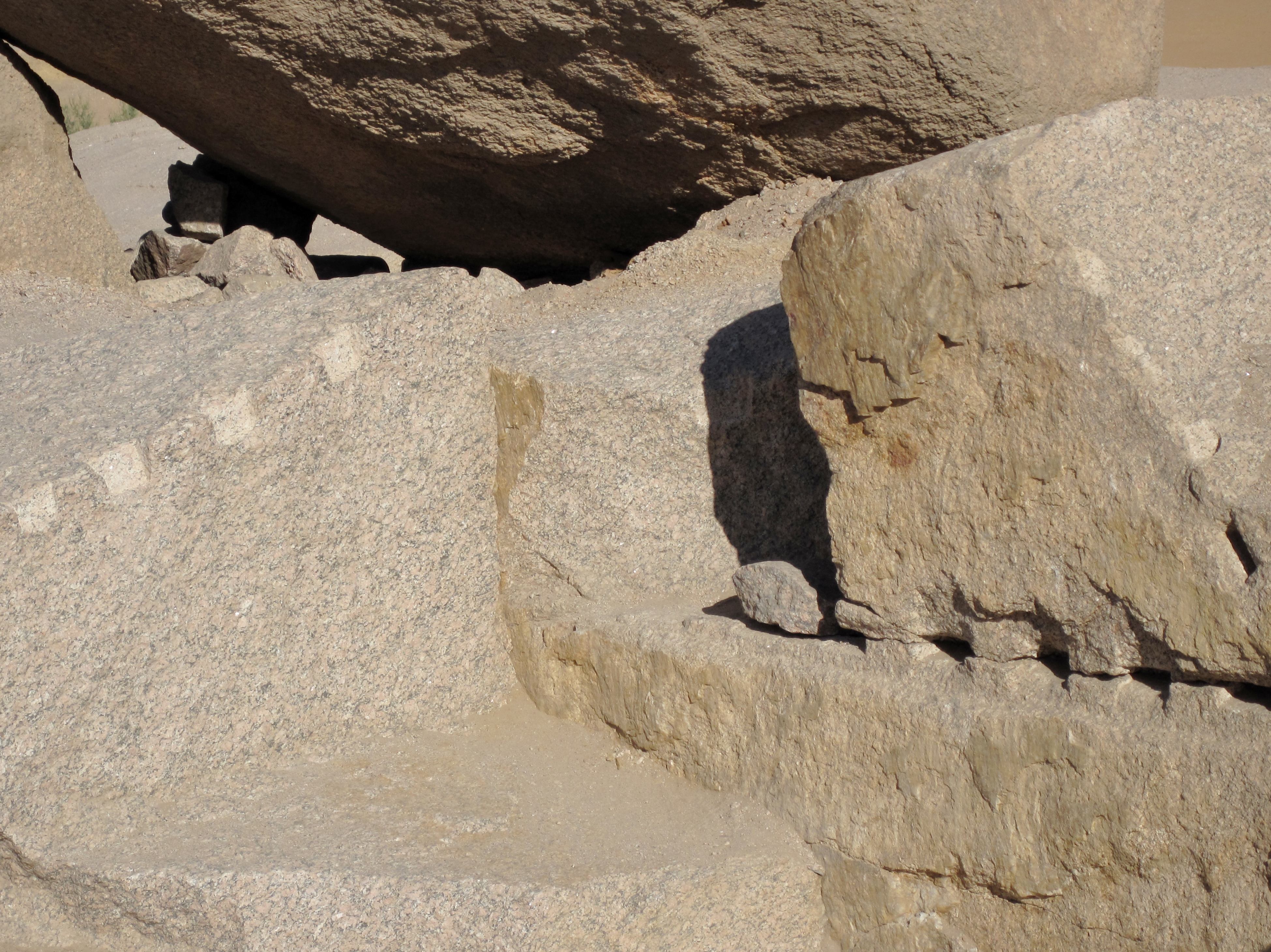
آثار حفرات  من عهر الرومان
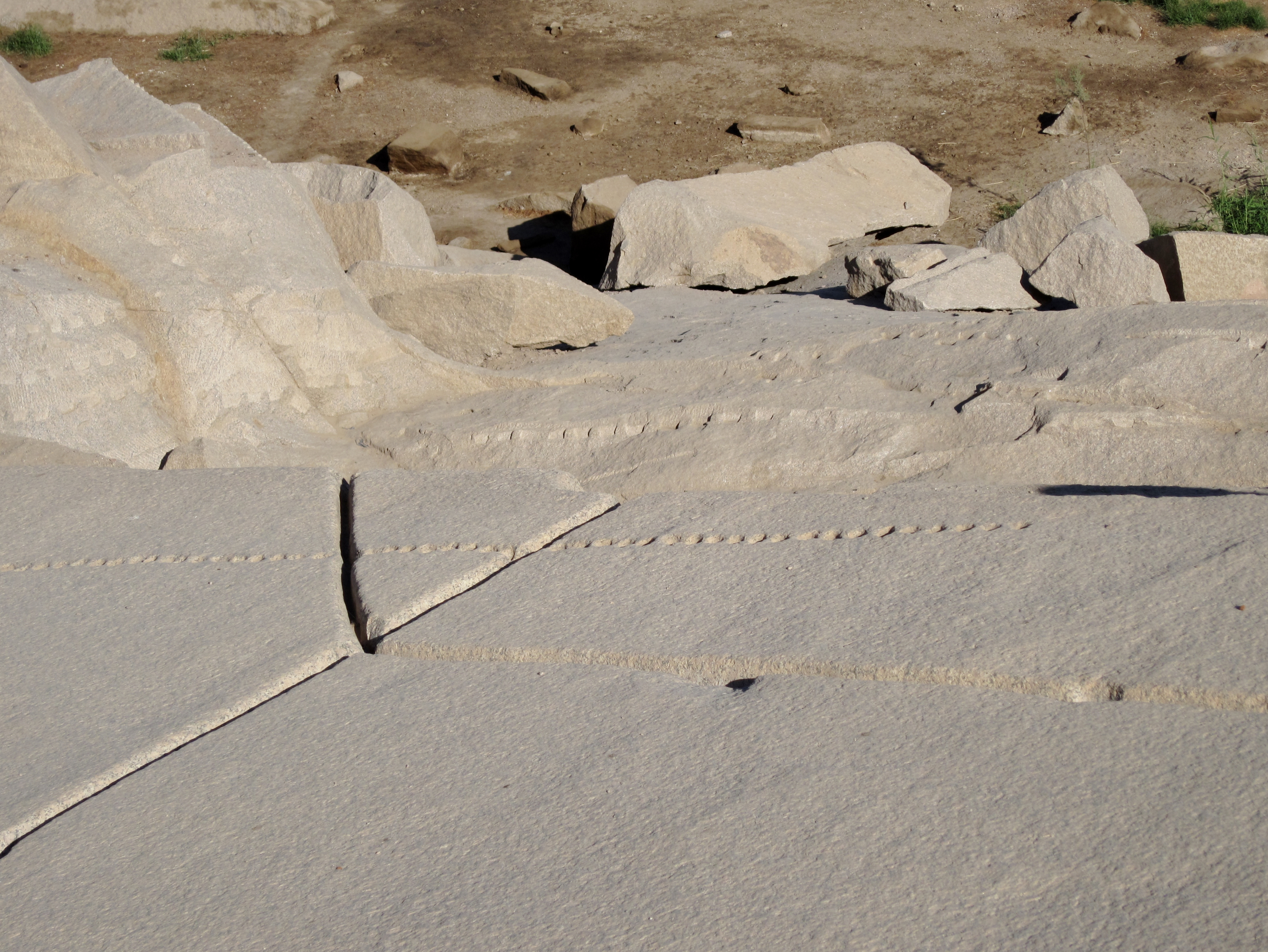
آثار حفرات من العهد الروماني
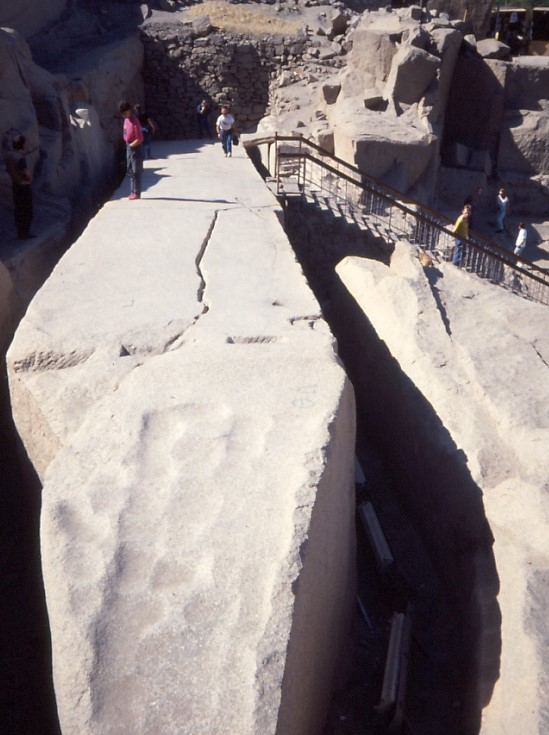
المسلة الناقصة ، صورة من عام 1990
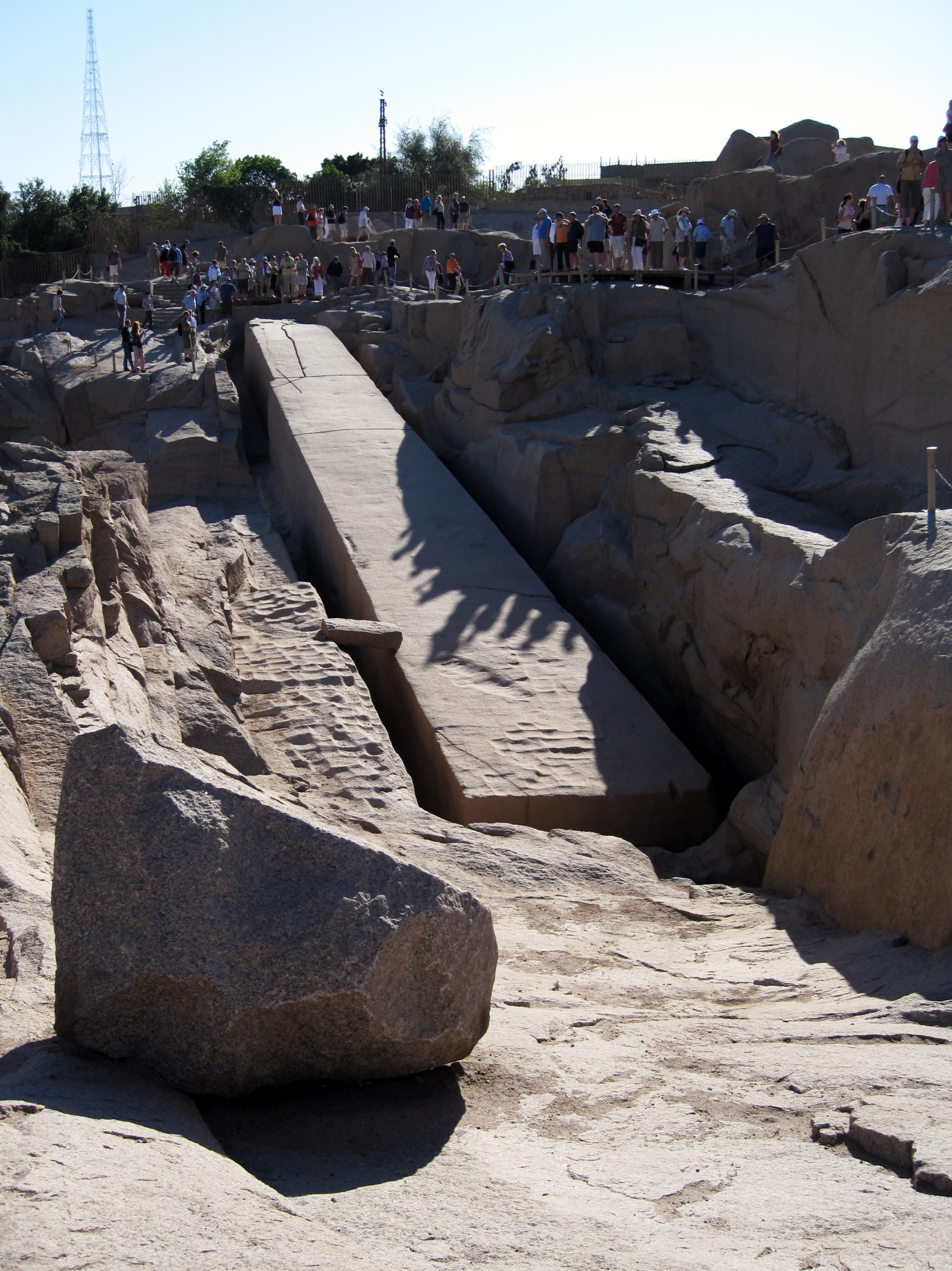
مسلة أسوان الناقصة
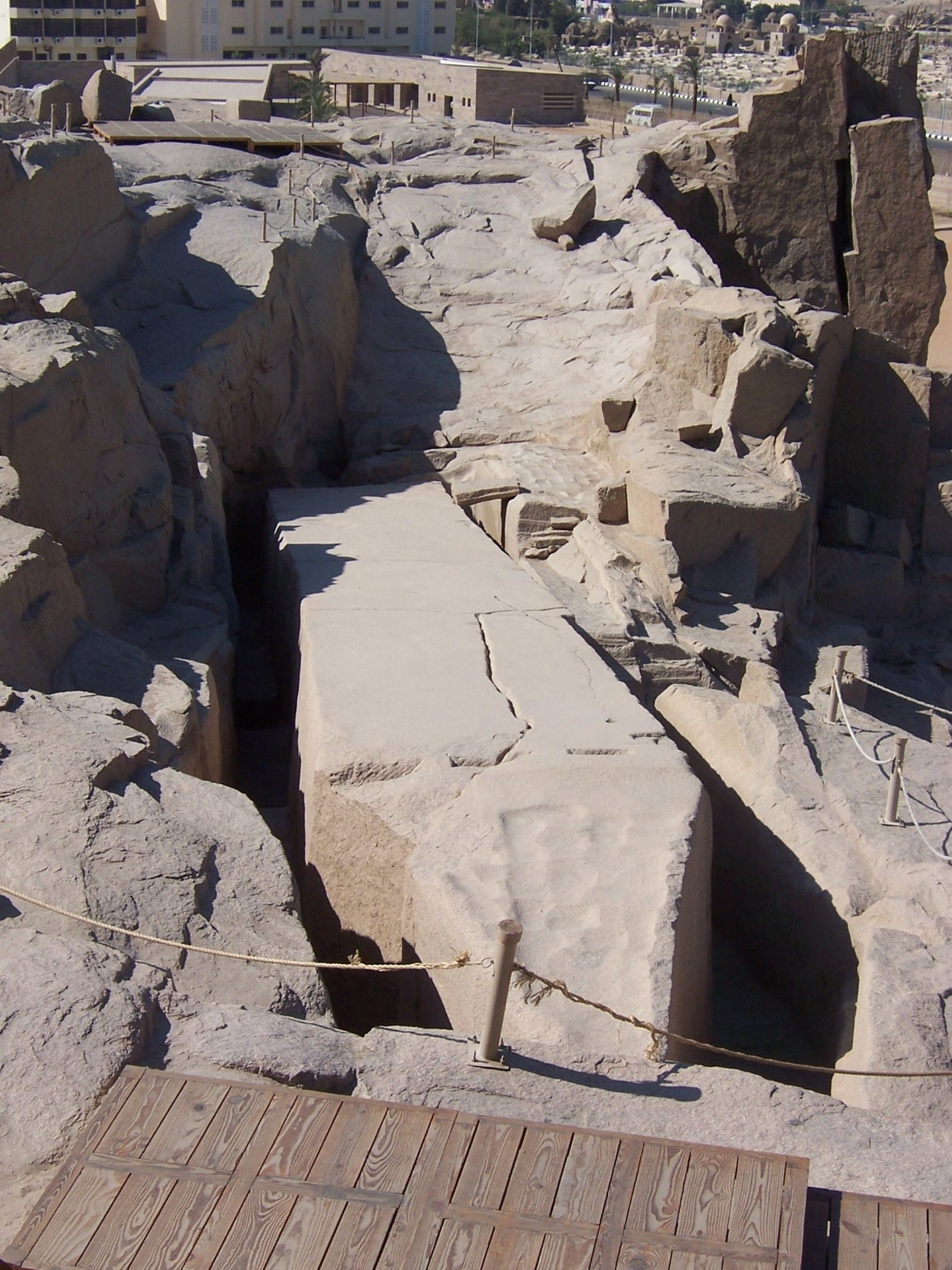
المسلة وبعض المساكن خلفها
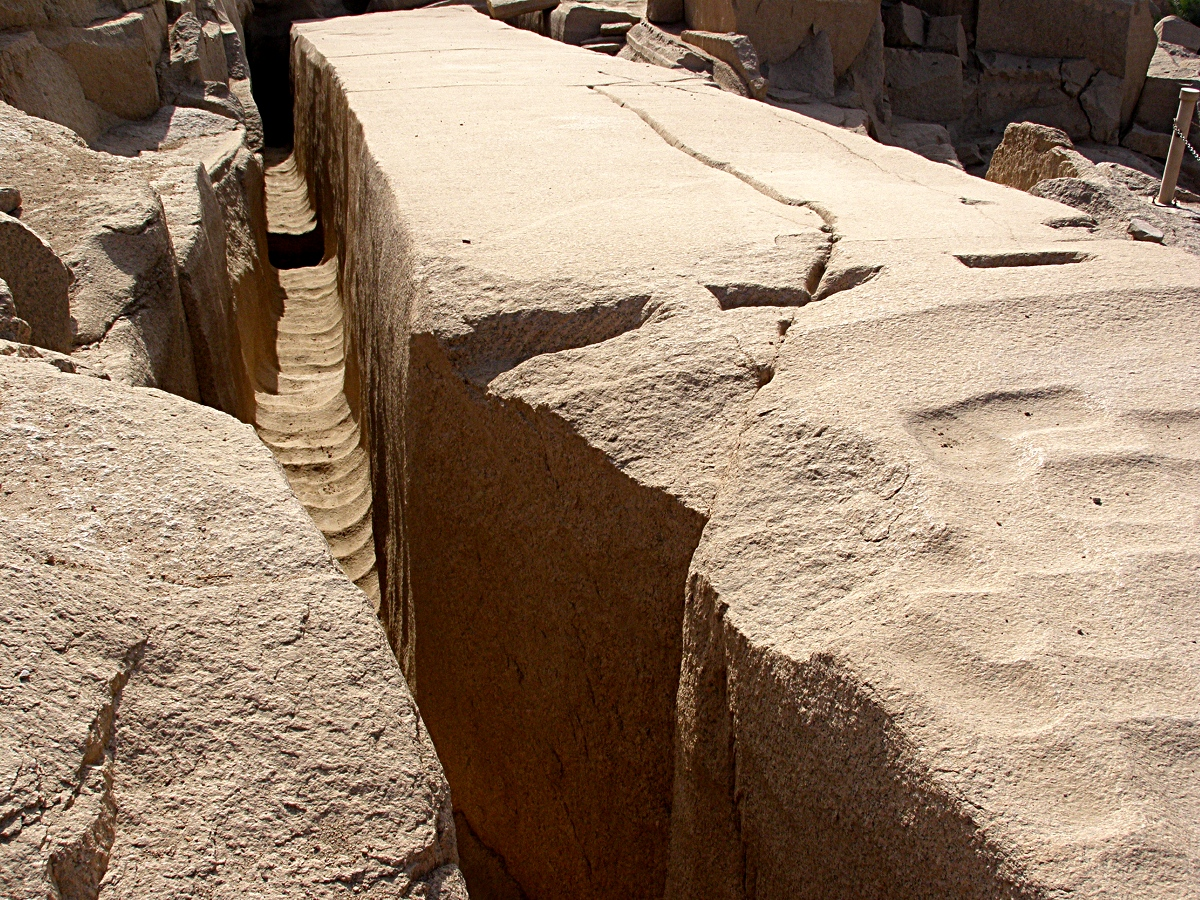
اثار تحفيرات على قمة المسلة
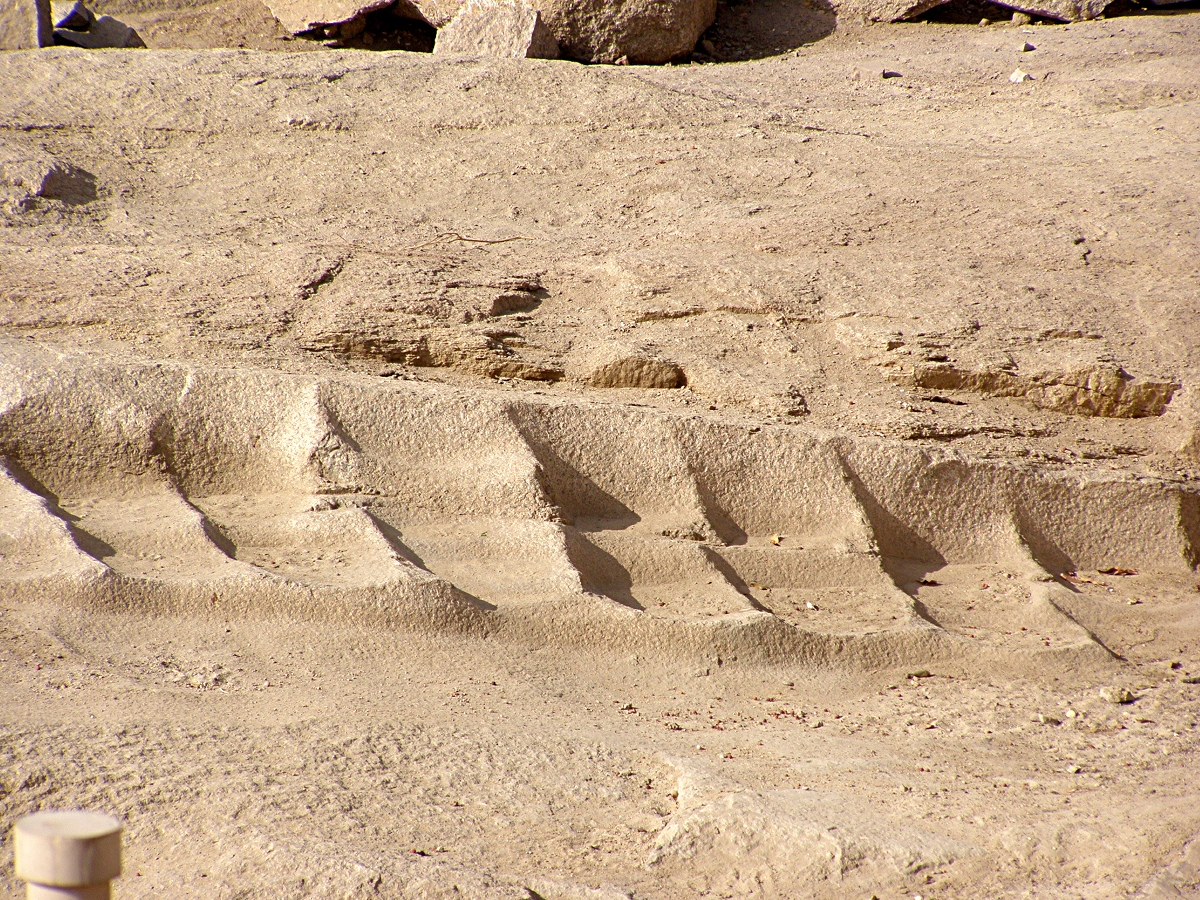
تفاصيل تحفيرات
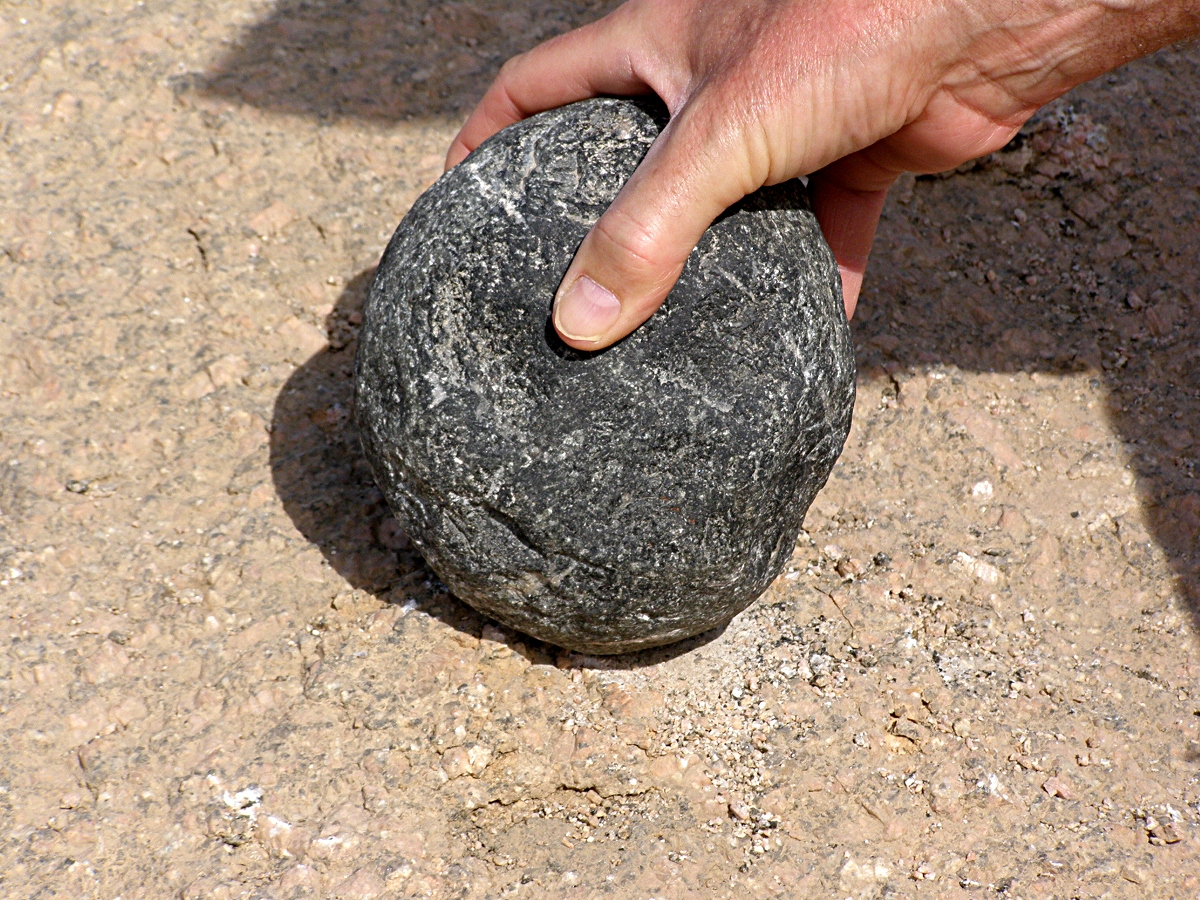
أحد احجار التقطيع

## اقرأ أيضا
- مسلة هليوبوليس
- حتشبسوت
- تحتمس الثالث
- هرم منقرع

## وصلات خارجية
- Unfinished Obelisk in situ
- Aerial photograph of the unfinished obelisk, at the quarry area